# Тимошко Володимир Володимирович
Володи́мир Володими́рович Тимо́шко (27 січня 1974, Чернігів) — працівник органів внутрішніх справ, начальник Головного управління Національної поліції України в Харківській області з 24 лютого 2022 по 09 листопада 2024. Генерал поліції 3-го рангу.

## Біографічні дані
Народився 27 січня 1974 року в Чернігові.
Закінчив Чернігівський юридичний технікум, вищу освіту здобув у Національній юридичній академії України імені Ярослава Мудрого.
З 1999 року працює в органах внутрішніх справ. Спершу працював на посаді слідчого Київського районного відділу Харківського міського управління МВСУ в Харківській області. 
У 2017 році обійняв посаду заступника начальника Головного управління Національної поліції України в Полтавській області. 
У 2018 році став помічником Голови Національної поліції України.
24 лютого 2022 року відповідно до наказу голови НПУ призначений на посаду начальника ГУНП в Харківській області.
09 листопада 2024 року звільнений з посади начальника ГУ НП у Харківській області.

## Особисті дані
Одружений зі Світланою Уваровою. Має сина Павла та доньку Валентину.

## Звання
- полковник поліції
- генерал поліції 3-го рангу (2022)[3]

## Нагороди
- орден Богдана Хмельницького III ступеня (2022) — за особисту мужність і самовіддані дії, виявлені у захисті державного суверенітету та територіальної цілісності України, вірність військовій присязі.